# ラトナ・マッラ
ラトナ・マッラ（Ratna Malla、? - 1520年）は、ネパール、カトマンズ・マッラ朝の君主（在位：1484年 - 1520年）。

## 生涯
1482年、父ヤクシャ・マッラが死亡し、長子ラーヤ・マッラが王位を継承した。だが、次子ラトナは兄が柔和であることを見て、露骨な敵対意識をあらわにした。
1484年、ラトナはカトマンズを占拠し、独立した。ここにマッラ朝はカトマンズとバクタプルに分裂するに至った。
その治世、クク族を名乗るチベット人が侵入してきたが、セーナ王国に援助を求めた結果、ムクンダ・セーナからカサ族の援軍が派遣され撃破することができた。王は滞在を求めたカサ族に土地を与え、カサ族はカトマンズの軍事を担うようになった。
1520年、ラトナは死亡し、息子のスーリヤ・マッラが王位を継承した。